# Транспорт Великої Британії
Транспорт Великої Британії представлений автомобільним , залізничним , повітряним , водним (морським, річковим)  і трубопровідним , у населених пунктах  та у міжміському сполученні діє громадський транспорт пасажирських перевезень. Площа країни дорівнює 243 610 км² (80-те місце у світі). Форма території країни — складна, видовжена в меридіональному напрямку; максимальна дистанція з півночі на південь — 970 км, зі сходу на захід — 480 км. Географічне положення Великої Британії дозволяє країні контролювати морські транспортні шляхи з Північної Європи до Північної Америки, між Північним Льодовитим океаном і північною Атлантикою.

## Автомобільний
Загальна довжина автошляхів у Великій Британії, станом на 2010 рік, дорівнює 394 428 км із твердим покриттям (3 519 км швидкісних автомагістралей) (17-те місце у світі).

## Залізничний
Загальна довжина залізничних колій країни, станом на 2014 рік, становила 30 859 км (9-те місце у світі), з яких 303 км широкої 1600-мм колії (Ольстер), 16 534 км стандартної 1435-мм колії (5 357 км електрифіковано).

## Повітряний
У країні, станом на 2013 рік, діє 460 аеропортів (18-те місце у світі), з них 271 із твердим покриттям злітно-посадкових смуг і 189 із ґрунтовим. Аеропорти країни за довжиною злітно-посадкових смуг розподіляються наступним чином (у дужках окремо кількість без твердого покриття):
- довші за 10 тис. футів (>3047 м) — 7 (0);
- від 10 тис. до 8 тис. футів (3047-2438 м) — 29 (0);
- від 8 тис. до 5 тис. футів (2437—1524 м) — 89 (3);
- від 5 тис. до 3 тис. футів (1523—914 м) — 80 (26);
- коротші за 3 тис. футів (<914 м) — 66 (160)[1].

У країні, станом на 2015 рік, зареєстровано 28 авіапідприємств, які оперують 1242 повітряними суднами. За 2015 рік загальний пасажирообіг на внутрішніх і міжнародних рейсах становив 131,4 млн осіб. За 2015 рік повітряним транспортом було перевезено 5,47 млрд тонно-кілометрів вантажів (без врахування багажу пасажирів).
У країні, станом на 2013 рік, споруджено і діє 9 гелікоптерних майданчиків.
Велика Британія є членом Міжнародної організації цивільної авіації (ICAO). Згідно зі статтею 20 Чиказької конвенції про міжнародну цивільну авіацію 1944 року, Міжнародна організація цивільної авіації для повітряних суден країни, станом на 2016 рік, закріпила реєстраційний префікс — G, заснований на радіопозивних, виділених Міжнародним союзом електрозв'язку (ITU). Аеропорти Великої Британії мають літерний код ІКАО, що починається з — EG.

## Водний

### Морський
Головні морські порти країни: Дувр, Фелікстоу, Іммінгхем, Ліверпуль, Лондон, Саутгемптон, Тіспорт; Единбург; Мілфорд-Гейвен. Нафтові термінали: Фоулі, Ліверпуль, Брефут, Фінарт, Худ-Пойнт. Річний вантажообіг контейнерних терміналів (дані за 2011 рік): Фелікстоу — 3,25 млн, Лондон — 1,93 млн, Саутгемптон — 1,32 млн контейнерів (TEU). СПГ-термінали для імпорту скрапленого природного газу діють у портах: Ісл-Грейн, Мілфорд-Гейвен, Тісайд.
Морський торговий флот країни, станом на 2010 рік, складався з 504 морських суден з тоннажем більшим за 1 тис. реєстрових тонн (GRT) кожне (22-ге місце у світі), з яких: балкерів — 33, суховантажів — 76, інших вантажних суден — 4, танкерів для хімічної продукції — 58, контейнеровозів — 178, газовозів — 6, пасажирських суден — 7, вантажно-пасажирських суден — 66, нафтових танкерів — 18, рефрижераторів — 2, ролкерів — 31, автовозів — 25.
Станом на 2010 рік, кількість морських торгових суден, що ходять під прапором країни, але є власністю інших держав — 271 (Австралії — 1, Бермудських Островів — 6, Китайської Народної Республіки — 7, Данії — 43, Франції — 39, Німеччини — 59, Гонконгу — 12, Ірландії — 1, Італії — 3, Японії — 5, Нідерландів — 1, Норвегії — 32, Швеції — 28, Тайваню — 11, Танзанії — 1, Об'єднаних Арабських Еміратів — 8, Сполучених Штатів Америки — 14); зареєстровані під прапорами інших країн — 308 (Алжиру — 15, Антигуа і Барбуди — 1, Аргентини — 2, Австралії — 5, Багамських Островів — 18, Барбадосу — 6, Бельгії — 2, Белізу — 4, Бермудських Островів — 14, Болівії — 1, Брунею — 2, Кабо-Верде — 1, Камбоджі — 1, Кайманових Островів — 2, Коморських Островів — 1, Островів Кука — 2, Кіпру — 7, Грузії — 5, Гібралтару — 6, Греції — 6, Гондурасу — 1, Гонконгу — 33, Індонезії — 2, Італії — 2, Ліберії — 22, Ліберії — 32, Люксембургу — 5, Мальти — 21, Маршаллових Островів — 12, Маршаллових Островів — 3, Молдови — 3, Нігерії — 2, Нової Зеландії — 1, Панами — 37, Панами — 5, Сент-Кіттсу і Невісу — 1, Сент-Вінсенту і Гренадин — 6, Сьєрра-Леоне — 1, Сінгапуру — 6, Таїланду — 6, Тонги — 1, Сполучених Штатів Америки — 4, невстановленої приналежності — 1).

### Річковий
Загальна довжина судноплавних ділянок річок і водних шляхів, доступних для суден з дедвейтом понад 500 тонн, 2009 року становила 3 200 км (31-ше місце у світі). Лише 600 км використовується на потребу сучасної економіки країни. З судноплавних річок найважливішими є Темза і Северн.

## Трубопровідний
Загальна довжина газогонів у Великій Британії, станом на 2013 рік, становила 29 100 км; трубопроводів зрідженого газу — 59 км; нафтогонів — 5 256 км; інших трубопроводів — 175 км; продуктогонів — 4 919 км; водогонів — 255 км.

## Державне управління
Держава здійснює управління транспортною інфраструктурою країни через державний секретаріат транспорту. Станом на 28 липня 2016 року департамент в уряді Терези Мей очолювала державний секретар Кріс Грейлінг.

### Українською
- Атлас. 10-11 клас. Економічна і соціальна географія світу / упорядники :  О. Я. Скуратович, Н. І. Чанцева. — К. : ДНВП «Картографія», 2010. — ISBN 978-966-475-639-3.
- Атлас світу / голов. ред. І. С. Руденко ; зав. ред. В. В. Радченко ; відп. ред. О. В. Вакуленко. — К. : ДНВП «Картографія», 2005. — 336 с. — ISBN 9666315467.
- Безуглий В. В. Економічна і соціальна географія зарубіжних країн : Навчальний посібник. — К. : ВЦ «Академія», 2007. — 704 с. — ISBN 978-966-580-239-6.
- Безуглий В. В., Козинець С. В. Регіональна економічна і соціальна географія світу : Навчальний посібник. — видання 2-ге, доп., перероб. — К. : ВЦ «Академія», 2007. — 688 с. — ISBN 966-580-144-9.
- Дахно І. І. Країни світу: Енциклопедичний довідник / І. І. Дахно, С. М. Тимофієв. — К. : Мапа, 2011. — 606 с. — (Бібліотека нового українця) — ISBN 978-966-8804-23-6.
- Дахно І. І. Економічна географія зарубіжних країн : навчальний посібник. — К. : Центр учбової літератури, 2014. — 319 с. — ISBN 978-611-01-0682-5.
- Дорошенко В. І. Географія транспорту : Навчальний посібник / В. І. Дорошенко, К. Д. Діденко. — К. : Київський нац. ун-т ім. Т. Шевченка, 2010. — 183 с. — ISBN 978-966-439-329-1.
- Дубович І. А. Країнознавчий словник-довідник. — 5-те вид., перероб. і доп. — К. : Знання, 2008. — 839 с. — ISBN 978-966-346-330-8.
- Економічна і соціальна географія країн світу : Навчальний посібник / За ред. С. П. Кузика. — Л. : Світ, 2002. — 672 с. — ISBN 966-603-178-7.
- Зарубіжна транспортна географія : навчальний посібник / уклад. : Петрашевський О. Л. и др. — К. : Національний транспортний університет, 2015. — 95 с. — ISBN 978-966-632-227-5.
- Юрківський В. М. Регіональна економічна і соціальна географія. Зарубіжні країни : Підручник. — К. : Либідь, 2001. — 416 с. — ISBN 966-06-0092-5.

### Англійською
- (англ.) Modern Transport Geography / Hoyle, B. and R. Knowles (eds). — Second Edition,. — London : Wiley, 1998.
- (англ.) Rodrigue, J-P. The Geography of Transport Systems. — Fourth Edition. — N. Y. : Routledge, 2017. — 440 с. — ISBN 978-1138669574.
- (англ.) Taaffe E. J., Gauthier H. L. and O'Kelly M. E. Geography of transportation. — Second Edition. — N. Y. : Prentice Hall, 1996. — ISBN 0-13-368572-1.
- (англ.) Black, W. Transportation: A Geographical Analysis. — N. Y. : Guilford, 2003.

### Російською
- (рос.) Максаковский В. П. Географическая картина мира. Книга I: Общая характеристика мира. — М. : Дрофа, 2008. — 495 с. — ISBN 978-5-358-05275-8.
- (рос.) Максаковский В. П. Географическая картина мира. Книга II: Региональная характеристика мира. — М. : Дрофа, 2009. — 480 с. — ISBN 978-5-358-06280-1.
- (рос.) Физико-географический атлас мира. — М. : Академия наук СССР и главное управление геодезии и картографии ГГК СССР, 1964. — 298 с.
- (рос.) Шаповал Н. С. Транспортная география и транспортные системы мира : учебное пособие. — К. : Центр учбової літератури, 2006. — 188 с. — ISBN 000-0000-00-4.
- (рос.) Экономическая, социальная и политическая география мира. Регионы и страны / под ред. С. Б. Лаврова, Н. В. Каледина. — М. : Гардарики, 2002. — 928 с. — ISBN 5-8297-0039-5.
- (рос.) Энциклопедия стран мира / глав. ред. Н. А. Симония. — М. : НПО «Экономика» РАН, отделение общественных наук, 2004. — 1319 с. — ISBN 5-282-02318-0.